# 享栄高等学校
享栄高等学校（きょうえいこうとうがっこう）は、愛知県名古屋市瑞穂区汐路町に所在する私立高等学校。

## 沿革
- 1913年6月 - 堀栄二、英習字簿記学会を創立。
- 1915年4月 - 享栄学校認可。
  - 認可当時の名古屋市長・阪本釤之助が、堀に贈った「有陰徳者必享其栄（陰徳有る者必ず其の栄を享く）」から享栄という校名となる。
- 1918年10月 - 実業学校令による乙種認可校となり、「享栄貿易学校」と校名変更。
- 1925年4月 - 実業学校令による甲種商業学校に昇格、享栄商業学校と校名変更。
- 1944年4月 - 享栄女子商業高校に校名変更。
- 1948年4月 - 学制改革により享栄商業高等学校として新発足。
- 1951年3月 - 学校法人享栄学園となる。
- 1962年4月 - 工業課程（機械科・工業経営科）新設。
- 1967年10月 - 享栄商業高等学校が「享栄高等学校」に校名変更。
- 1968年3月 - 工業経営科を廃止し4月より普通科新設。
- 1971年2月 - 通信制課程（商業科）増設認可。
- 1983年4月 - 享栄高等学校栄徳分校開校。
- 1985年4月 - 栄徳分校が栄徳高等学校として独立。
- 1988年4月 - 享栄高等学校、総合制・男女共学制になる。
- 2005年3月 - 通信制課程廃止認可。
- 2014年4月 - 法人再編[1]に伴い運営者が愛知享栄学園に変更。

## 歴代校長
- 初代 - 堀 栄二（1913年 〜 1946年）
- 2代 - 堀 敬文（1946年 〜 1965年）
- 3代 - 早川 甚三（1965年 〜 1976年）
- 4代 - 荒井 善男（1976年 〜 1978年）
- 5代 - 堀 敬文（1978年 〜 1981年） → 享栄高等学校栄徳分校校長 現在の栄徳高等学校。
- 6代 - 青山 米男（1981年 〜 1984年）
- 7代 - 杉山 英夫（1984年 〜 1994年）
- 8代 - 濱嶋 眞（1994年 〜 1998年）
- 9代 - 近藤 謙二（1998年 〜 2001年）
- 10代 - 堀 敬史（2001年 〜 2002年）
- 11代 - 澤田 富雄（2002年 〜 2006年）
- 12代 - 堀 敬史（2006年 〜 2008年）
- 13代 - 長谷川 信孝（2008年 〜 2012年）
- 14代 - 南保 眞一（2012年 〜 2013年）
- 15代 - 長谷川 信孝（2013年 〜 2022年）
- 16代 ‐ 尼子 理志 （2022年 ～ 現在）

## 設置学科

### 現在の学科・コース
特進クラス
3か年同一クラス。
- CP(コアプロ）コース -難関大学を目指すコース。

総合クラス
1年は共通。2年進級時に再選択。
普通科
・C（コア）コース‐大学や短期大学、専門学校への進学を目指すコース。
商業科
- IA（アイエィ）コース‐情報技術に関する知識と技術を学ぶIP(アイピー）専攻とCGの知識と技術を学ぶCG（シージー）専攻がある。
- BZ(ビズ）コース-簿記、ビジネスマナーに加え、デザイン基礎について学ぶCD(シーディ）専攻と卒業後の就職で活躍するための実務能力を身に付けるPB（ピービ―）専攻がある。

機械科
- MS（マイスタ）コース‐機械の専門教科に重点を置いたコース。
- IT(アイティ）コース‐機械のコンピュータ技術について学習するコース。

## 学校行事
新入生野外合宿（1年生）
毎年、岐阜県高山市の文部科学省所管独立行政法人国立青少年教育振興機構国立乗鞍青少年交流の家にて2泊3日の野外合宿が行われる。
普通科特進コース
選抜躍進コースは愛知県内で学習合宿が行われる。
土曜セミナー（自由参加）
年間に5回土曜日に行うセミナーで教員・生徒・保護者・一般から講師を集い多種類のセミナーを開催する行事。
映画鑑賞会（全学年）
毎年、5月頃に行われる鑑賞会で演劇鑑賞会と同じく、日本特殊陶業市民会館にて上映する。
街美清掃ボランティア（自由参加）
毎年、5月頃に行う行事で昭和ライオンズクラブが主催する清掃ボランティアで瑞穂区・昭和区の学校周辺を清掃していく行事。
球技大会（全学年）
毎年、7月頃に始める球技大会でクラス対抗で戦う。
修学旅行（2年生）
- 普通科栄進文理コース・商業科・機械科 - 北海道。
- 普通科選抜躍進コース - グアム。
- 普通科特進コース - オーストラリア。

享栄祭（全学年）
- 文化祭は2日間で模擬店は3年生のみで1・2年生は教室にてクラス企画を行う。
- 体育祭は享栄高等学校から近い、瑞穂運動場のグラウンドにて行う[注釈 1]。

演劇鑑賞会（全学年）
毎年、11月頃に行われる鑑賞会で映画鑑賞会と同じく、日本特殊陶業市民会館で上演する。
予餞会（全学年）
毎年、3年生を送る会を日本特殊陶業市民会館にて行う行事。
卒業式（3年生）
毎年、2月頃に行われる行事で予餞会と同じく、名古屋市公会堂で行う。

## 生徒会執行部
2024年（令和6年）01月現在。
- 会長（1名）
- 副会長（2名）
- 書記（2名）
- 会計（1名）
- 常任委員長（厚生・文化・風紀・運動）（各1名ずつ）
- 実行委員（十数名）

## 部活動

### 主な実績
- 硬式野球部
  - 同じ愛知県内の強豪校である中京大中京高校、東邦高校、愛工大名電高校と並び「愛知私学4強」とされている。ただし、愛知私学4強の中で、享栄のみ甲子園での優勝は春夏ともにない（準優勝もない）。選抜高等学校野球大会（春）：出場11回、全国高等学校野球選手権大会（夏）：出場8回。

### 運動クラブ
- 硬式野球部 [注釈 2]
- 軟式野球部
- ハンドボール部（男・女）
- ボクシング部
- ソフトテニス部（男・女）
- バスケットボール部（男・女）
- 柔道部
- 陸上部
- 卓球部
- サッカー部
- チアリーディング部

### 文化クラブ
- 吹奏楽部
- 茶華道部
- 美術部
- 理科部
- ワープロ部
- 写真部
- 漫画研究部

## 同好会

### 運動系同好会
- 剣道同好会
- アーチェリー同好会
- ダンス同好会

### 文化系同好会
- 合唱同好会
- 図書同好会
- 簿記同好会
- 情報処理同好会
- 情報技術同好会

## 学校周辺
- 名古屋市立大学病院 - 徒歩で約5分。
- 名古屋市博物館 - 徒歩で約3分。
- 昭和郵便局 - 徒歩で約10分。
- 山崎川[注釈 3] - 徒歩で約10分。

## 交通アクセス
- 名古屋市営地下鉄桜通線「桜山駅」から徒歩で約15分。
- 名古屋市営地下鉄桜通線「瑞穂区役所駅」から徒歩で約10分。
- 名古屋市営バス「菊園町1丁目」バス停から徒歩で約3分。
- 名古屋市営バス「博物館」バスターミナルより徒歩で約3分。
- 名古屋市営バス「汐路小学校」バス停から徒歩で約3分。

## 著名な出身者

### 野球
- 木全竹雄
- 安藤之制
- 江口行男
- 林清一
- 新井一
- 中山武
- 伴吉夫
- 伊藤経盛
- 村瀬一三
- 伊藤吉男
- 大島渡
- 中原宏
- 下社邦男
- 高木公男
- 鵜飼勝美
- 鵜飼昭雪
- 辻恭彦
- 赤井喜代次
- 盛田嘉哉
- 小林国男
- 大宮龍男
- 小川宗直
- 藤王康晴
- 安田秀之
- 近藤真市
- 長谷部裕
- 神野純一
- 高木浩之
- 福留宏紀
- 上坂太一郎
- 金田正一（中退）
- 川添將大
- 梶田宙
- 武山真吾
- 山内敬太
- 八木亮祐
- 大島洋平
- 近藤弘基
- 二宮衣沙貴
- 上田洸太朗
- 竹山日向
- 東松快征
- 菊田翔友

### ボクシング
- 薬師寺保栄
- 畑中清詞
- 田中裕士
- 但馬ミツロ
- 村田碧

### その他のスポーツ
- 馬渕紀明（競輪）
- 小塚光彦（フィギュアスケート）
- 谷川章子（ボウリング）
- 松岡ジョナタン（サッカー）

### その他
- 大雪師走
- 大村波彦
- 早稲田柳右衛門

## 享栄学園グループ
学校法人愛知享栄学園（当校を運営する学校法人）
- 享栄高等学校
- 栄徳高等学校
- 享栄幼稚園

学校法人鈴鹿享栄学園
- 鈴鹿中等教育学校
- 鈴鹿高等学校

学校法人享栄学園
- 鈴鹿大学
- 鈴鹿大学短期大学部